# Infami
Infami (lat. infamia), vanära, skändlighet, nedrighet, skymfligt tillmäle, smädelse. 
I det äldre lagspråket betecknade ordet infami en minskning i medborgerligt anseende, med vilken en försämring i medborgerlig rättsställning var förbunden. Man skilde emellan infamia juris och infamia facti. Med det förra förstod man den minskning i ära och den därav följande minskning i rättsliga förmåner, vilka lagen förenade med vissa särskilt angivna nesliga gärningar eller med undergåendet av vissa nesliga straff. Det senare uttrycket avsåg en sådan försämring i rättsställning, som inträder redan på den grund, att en person faktiskt inte åtnjuter "gott namn och rykte" bland sina medmänniskor. Även enligt förr gällande svensk rätt inträdde stundom försämring i rättsställning av sistnämnda grund, i det att lagen från vissa befogenheter uteslöt personer, som inte var "oberyktade" o.s.v. 
En infamia juris förekom i många främmande rättsordningar, så till exempel i tysk rätt under namnet "verlust der bürgerlichen ehrenrechte", i fransk rätt under namn av "dégradation civique". I senare svensk rätt, där en dylik påföljd fanns, hade den äldre benämningen, "vanfrejd", utbytts mot uttrycket "förlust av medborgerligt förtroende". 